# 대야관통로
대야관통로(Daeyagwantong-ro)는 전북특별자치도 군산시 대야면 에서 군산시 임피면를 잇는 도로이다.

## 주요 경유지
전북특별자치도
- 군산시 (대야면 . 임피면)

## 노선
| 이름              | 접속 노선              | 소재지 | 소재지 | 비고 |
| ----------------- | ---------------------- | ------ | ------ | ---- |
| (이름없음)        | 만자로                 | 군산시 | 대야면 |      |
| 대야검문소 교차로 | 국도 제26호선 (번영로) | 군산시 | 대야면 |      |
| 석화삼거리        | 수림로                 | 군산시 | 대야면 |      |
| 보덕교            |                        | 군산시 | 대야면 |      |
|                   | 임피면                 | 군산시 |        |      |
| (이름없음)        | 서원석곡로             | 군산시 |        |      |

## 주요 시설및 건물
- 한국농어촌공사 대야지소 (대야관통로 32/지경리 699-22)
- 대야의용소방대 (대야관통로 134/신월리 200-4)